# Championnats d'Europe de gymnastique acrobatique 2001
Navigation
Édition précédente Édition suivante
Les championnats d'Europe de gymnastique acrobatique 2001, vingtième édition des championnats d'Europe de gymnastique acrobatique, ont eu lieu en 2001 à Faro, au Portugal.

## Podiums
| Épreuve                    | Or     | Argent      | Bronze  |
| -------------------------- | ------ | ----------- | ------- |
| Nation résultats détaillés | Russie | Biélorussie | Ukraine |

| Épreuves                      | Or                                                                           | Argent                                                                                | Bronze                                                                    |
| ----------------------------- | ---------------------------------------------------------------------------- | ------------------------------------------------------------------------------------- | ------------------------------------------------------------------------- |
| Duo masculin                  |                                                                              |                                                                                       |                                                                           |
| Général résultats détaillés   | Russie Ivan Poletaev Alexander Privalov                                      | Bulgarie Radostin Nikolov Anton Ivanov                                                | Biélorussie Aliaksei Liubezny Anatoli Baravlkou                           |
| Statique résultats détaillés  | Russie Ivan Poletaev Alexander Privalov                                      | Bulgarie Radostin Nikolov Anton Ivanov                                                | Pologne Marcin Drabicki Dariusz Nowak                                     |
| Dynamique résultats détaillés | Russie Ivan Poletaev Alexander Privalov                                      | Bulgarie Radostin Nikolov Anton Ivanov                                                | Biélorussie Aliaksei Liubezny Anatoli Baravlkou                           |
| Duo féminin                   |                                                                              |                                                                                       |                                                                           |
| Général résultats détaillés   | Russie Julia Lopatkina Anna Mokhova                                          | Ukraine Teyana Ukolova Yuliya Konko                                                   | Portugal Catia Messias Raquel Narciso                                     |
| Statique résultats détaillés  | Russie Julia Lopatkina Anna Mokhova                                          | Ukraine Teyana Ukolova Yuliya Konko                                                   | Portugal Catia Messias Raquel Narciso                                     |
| Dynamique résultats détaillés | Russie Julia Lopatkina Anna Mokhova                                          | Portugal Catia Messias Raquel Narciso                                                 | Pologne Katarzyna Tokarska Beata Surmiak                                  |
| Duo mixte                     |                                                                              |                                                                                       |                                                                           |
| Général résultats détaillés   | Russie Elena Kiryanova Yuri Trubitsin                                        | Biélorussie Maryna Mauryliuk Andrei Dvorak                                            | Royaume-Uni Patrick Bonner Lisa Hobby                                     |
| Statique résultats détaillés  | Russie Elena Kiryanova Yuri Trubitsin                                        | Biélorussie Maryna Mauryliuk Andrei Dvorak                                            | Ukraine Ganna Ostapenko Vasyl Besha                                       |
| Dynamique résultats détaillés | Russie Elena Kiryanova Yuri Trubitsin                                        | Biélorussie Maryna Mauryliuk Andrei Dvorak                                            | Royaume-Uni Patrick Bonner Lisa Hobby                                     |
| Quatuor masculin              |                                                                              |                                                                                       |                                                                           |
| Général résultats détaillés   | Ukraine Andriy Poslushnyy Oleksandr Sokolov Serhiy Sakun Dmytro Zemlyanyy    | Russie Alexei Gribtsov Pavel Pozdniakov Konstantin Kovalev Serguei Kholodkov          | Bulgarie Anislav Varbanov Nikolay Nikolov Stilian Bojinov Marian Hristov  |
| Statique résultats détaillés  | Ukraine Andriy Poslushnyy Oleksandr Sokolov Serhiy Sakun Dmytro Zemlyanyy    | Bulgarie Anislav Varbanov Nikolay Nikolov Stilian Bojinov Marian Hristov              | Portugal Pedro Emidio Joao oliveira Sergio Mateus Vitor Silva             |
| Dynamique résultats détaillés | Russie Alexei Gribtsov Pavel Pozdniakov Konstantin Kovalev Serguei Kholodkov | Biélorussie Vladzimir Maliutsin Dzianis Maskalenka Aliaksei Buiniakou Ruslan Zaletski | Ukraine Andriy Poslushnyy Oleksandr Sokolov Serhiy Sakun Dmytro Zemlyanyy |
| Trio féminin                  |                                                                              |                                                                                       |                                                                           |
| Général résultats détaillés   | Russie Svetlana Kushu Elena Arakelyan Ekaterina Lysenko                      | Biélorussie Katsiaryna Katsuba Zinaiola Sazonava Viktoryia Arabei                     | Ukraine Olena Durnyeva Oksana Ivanenko Olena Khomenko                     |
| Statique résultats détaillés  | Russie Svetlana Kushu Elena Arakelyan Ekaterina Lysenko                      | Biélorussie Katsiaryna Katsuba Zinaiola Sazonava Viktoryia Arabei                     | Royaume-Uni Emily Crocker Emily Collins Toni Cox                          |
| Dynamique résultats détaillés | Russie Svetlana Kushu Elena Arakelyan Ekaterina Lysenko                      | Biélorussie Katsiaryna Katsuba Zinaiola Sazonava Viktoryia Arabei                     | Royaume-Uni Emily Crocker Emily Collins Toni Cox                          |

## Tableau des médailles
| Rang  | Nation      | Or | Argent | Bronze | Total |
| ----- | ----------- | -- | ------ | ------ | ----- |
| 1     | Russie      | 14 | 1      | 0      | 15    |
| 2     | Ukraine     | 2  | 2      | 4      | 8     |
| 3     | Biélorussie | 0  | 8      | 2      | 10    |
| 4     | Bulgarie    | 0  | 4      | 1      | 5     |
| 5     | Portugal    | 0  | 1      | 3      | 4     |
| 6     | Royaume-Uni | 0  | 0      | 4      | 4     |
| 7     | Pologne     | 0  | 0      | 2      | 2     |
| Total | Total       | 16 | 16     | 16     | 48    |